# Vladimir Alenikov
Vladimir Alenikov (Leningrado, 7 agosto 1948) è un regista sovietico.

## Filmografia parziale

### Regista
- Bindjužnik i Korol' (1989)
- Vojna Princessy (1993)